# Hangar

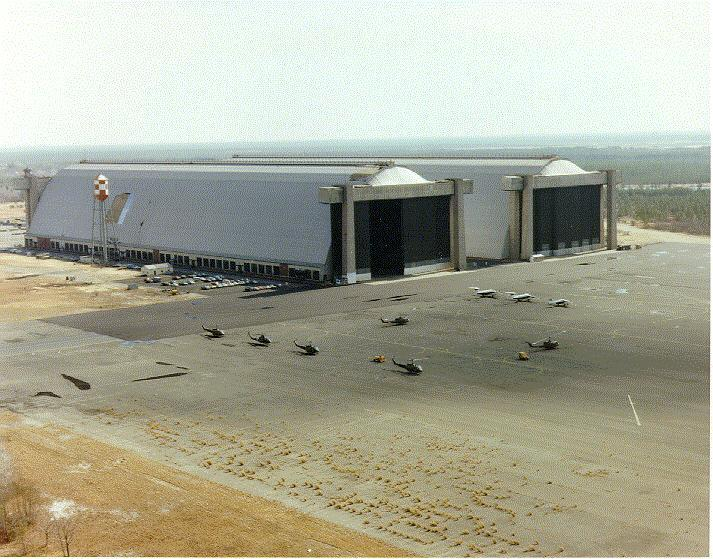
Hangarerna nummer 5 och 6 vid Naval Air Station Lakehurst i New Jersey, USA.

En hangar är en stor byggnad med ett stort rum för bland annat flygplan, luftskepp, helikoptrar, svävare, ubåtar, fartyg och mindre rum som bland annat omklädningsrum för piloter, samlingsrum för strategi- och taktikgenomgångar inför uppdrag men även utbildning, tekniker, verkstad, reservdelslager, toaletter och duschar, rökrum, pentry mm. Hangarer används för förvaring av sjö-, luftfarkoster, reservdelar, verktyg, utrustning, dragfordon mm.